# 케미 아데오순
케미 아데오슌(요루바어: Kemi Adeosun, 1965년 10월 6일 ~ )는 나이지리아의 정치인으로, 2015년 전임자 응고지 오콘조이웨알라의 뒤를 이어 재무장관 자리에 앉았다. 영국 런던에서 나이지리아 출신 부모에게서 태어났다.
아데오슌 장관은 2016년 2월경 나이지리아가 저유가 사태로 재정난을 겪고 세계은행과 아프리카개발은행에 긴급자금 대출을 요청한 것에 대하여, "대출은 긴급 조치가 아니며 적자 해결의 효율적인 방법일 뿐", "싼 이자로 대출받을 수 있다면 발전소나 도로 건설에 유용하게 활용할 수 있다"고 주장했다.